# 統一獄中者組合
統一獄中者組合（とういつごくちゅうしゃくみあい）は、日本の刑務所に在監している受刑者によって結成された組織。現在、日本で唯一の囚人組合組織である。

## 沿革
明治時代以降、日本の刑務所では受刑者自身が行刑の運営にあたる「囚人自治」を認めていない。これは江戸時代の伝馬町牢屋敷のように受刑者の代表である牢名主が牢獄を仕切ることで、結果として受刑者の処遇が劣悪化したことに対する反省から来ている。
1970年代、日本の新左翼活動家が刑事施設に多数収監されたことにより、各地の刑務所で「受刑者の処遇改善要求」など獄中闘争が勃発した。そんな中で「囚人組合」結成の気運が急速に盛り上がり、1974年に「獄中者組合」が結成された。その後、刑務所外の弁護士等による「獄中の処遇改善を闘う共同訴訟人会」が分離したが、1985年に再統一し「統一獄中者組合」となり現在に至っている。
主なメンバーとしては若宮正則、泉水博、仁平映、東アジア反日武装戦線のメンバー、塩見孝也、袴田巌などが有名である。
泉水博は新左翼活動家ではなく、一般の刑事犯（強盗殺人犯）であった。しかし泉水の獄中闘争が高く評価され、後に日本赤軍により釈放要求リストに加えられることになり、ダッカ日航機ハイジャック事件を機に超法規的措置で釈放されることになった。
特に活動が活発だった1970年代後半から1990年代には「統一獄中者組合出版部」も持ち、連合赤軍の植垣康博や東アジア反日武装戦線の片岡利明の著書を出版している。
監獄人権センター代表の海渡雄一は、獄中者組合の意義を「政治犯がつくった組織だが、一般刑事犯と関わりながら、罪を犯した背景や社会復帰を考える場になっていた」、「『監獄解体』と叫んだ時期もあったが、人権を武器に監獄の実態を変える方向にかじを切った」と2023年5月の東京新聞の取材に答えている。2010年代には事務局員の高齢化もあり、事実上解散している。

## 構成
統一獄中者組合は、組合員（受刑者）と事務局員（獄外の非受刑者）によって構成されている。刑務所内での政治活動は一切認められていないので、具体的な政治活動は獄外の事務局員が専ら担っている。